# TOP 09
TOP 09 (en txec: Tradice Odpovědnost Prosperita, lit. Tradició, Responsabilitat, Prosperitat) és un partit liberal-conservador de Txèquia.

## Història
El partit es va fundar l'11 de juny de 2009 a partir d'una escissió del KDU–ČSL. El seu primer líder va ser Karel Schwarzenberg, que anteriorment havia exercit com a ministre d'Afers Exteriors al segon gabinet de Topolánek.
A les eleccions legislatives de 2010, TOP 09 va rebre el 16,7% dels vots i 41 escons, convertint-se en el tercer partit més important, i entrant al nou govern de coalició de Petr Nečas amb l'ODS i el VV. Al setembre del mateix any, el partit va sol·licitar unir-se al Partit Popular Europeu, sent admesos finalment al febrer de 2011.
A les següents eleccions de 2013, el partit va reduir el seu suport electoral al 12% dels vots i 26 diputats, passant a l'oposició. Tanmateix, a les eleccions europees de 2014, TOP09 va aconseguir la segona posició nacional amb el 15,95% dels vots i 4 eurodiputats. Un any més tard, el llavors president Schwarzenberg va deixar el càrrec al 2015, sent substituït per Miroslav Kalousek.
L'any 2016 seria difícil pel partit, al març el diputat Karel Tureček es passaria a ANO 2011, deixant TOP09 amb 25 escons; al maig, un dels fundadors originals del partit provocaria una escissió creant el nou partit Bona Elecció, i a l'octubre es celebrarien les eleccions regionals, en les quals només obtindrien 19 escons i el 3,4% dels vots. Aleshores, Miroslav Kalousek es va plantejar la dimissió, però va decidir seguir sent el líder del partit.
Al gener de 2017, TOP 09 va presentar un nou programa anomenat Vision 2030, en el qual van declarar la seva intenció d'adoptar l'euro, implementar el vot electrònic, la setmana laboral de 4 dies i augmentar els estàndards de salut al nivell d'Alemanya. Miroslav Kalousek va assenyalar que creia que TOP 09 obtindria més del 10% a les properes eleccions legislatives, tot i que les enquestes d'opinió indicaven que podrien no arribar al llindar del 5%.
Finalment, a les eleccions de 2017 el partit va rebre un ajustat 5,3% dels vots, guanyant 7 escons. Jiří Pospíšil es va convertir en el nou líder després de les eleccions, sent substituït per Markéta Pekarová Adamová al novembre de 2019.
A finals de 2020, TOP 09 va formar una aliança electoral amb KDU-ČSL i ODS anomenada Junts amb l'objectiu de presentar-se a les eleccions de 2021, en les quals doblarien els diputats d'un total de 71 escons de la coalició, tornant a participar del nou gabinet.

## Resultats electorals

### Cambra de Diputats
| Any  | Líder                                                     | Vots      | %     | Escons   | +/− | Pos. | Govern   |
| ---- | --------------------------------------------------------- | --------- | ----- | -------- | --- | ---- | -------- |
| 2010 | Karel Schwarzenberg                                       | 873,833   | 16.7  | 41 / 200 | Nou | 3r   | Coalició |
| 2013 | Karel Schwarzenberg                                       | 596,357   | 12.0  | 26 / 200 | 15  | 4t   | Oposició |
| 2017 | Miroslav Kalousek                                         | 268,811   | 5.3   | 7 / 200  | 19  | 8è   | Oposició |
| 2021 | Markéta Pekarová Adamová                                  | 1,493,701 | 27.79 | 14 / 200 | 7   | 1r   | Coalició |
| 2021 | Dins la coalició Junts, que va obtenir 71 escons en total |           |       |          |     |      |          |

### Senat
| Any  | 1a volta | 1a volta | 1a volta | 2a volta | 2a volta | 2a volta | Escons | Total  | +/- |
| Any  | Vots     | %        | Pos.     | Vots     | %        | Pos.     | Escons | Total  | +/- |
| ---- | -------- | -------- | -------- | -------- | -------- | -------- | ------ | ------ | --- |
| 2010 | 165,277  | 14.40    | 3r       | 51,310   | 7.54     | 3r       | 2 / 27 | 2 / 81 | Nou |
| 2012 | 57,907   | 6.59     | 5è       | 9,918    | 1.93     | 5è       | 2 / 27 | 4 / 81 | 2   |
| 2014 | 92,137   | 8.98     | 5è       | 30,476   | 6.43     | 6è       | 0 / 27 | 4 / 81 | =   |
| 2016 | 70,653   | 8.02     | 6è       | 30,820   | 7.27     | 5è       | 2 / 27 | 4 / 81 | =   |
| 2018 | 41,980   | 3.85     | 7è       | 22,580   | 5.40     | 8è       | 1 / 27 | 3 / 81 | 1   |
| 2020 | 46,575   | 4.67     | 7è       | 33,938   | 7.51     | 4t       | 2 / 27 | 5 / 81 | 2   |
| 2022 | 73,473   | 6.60     | 6è       | 33,341   | 6.95     | 4t       | 3 / 27 | 6 / 81 | 1   |
| 2024 | 44,320   | 5.59     | 5è       | 17,457   | 4.47     | 4t       | 2 / 27 | 7 / 81 | 1   |

### Eleccions Presidencials
| Any  | Candidat | Candidat            | 1a volta  | 1a volta | 1a volta | 2a volta            | 2a volta            | 2a volta            |
| Any  | Candidat | Candidat            | Vots      | %        | Resultat | Vots                | %                   | Resultat            |
| ---- | -------- | ------------------- | --------- | -------- | -------- | ------------------- | ------------------- | ------------------- |
| 2013 |          | Karel Schwarzenberg | 1,204,195 | 23.40    | 2a volta | 2,241,171           | 45.20               | Derrota             |
| 2018 |          | Jiří Drahoš         | 1,369,601 | 26.60    | 2a volta | 2,701,206           | 48.63               | Derrota             |
| 2023 |          | Petr Pavel          | 1,975,056 | 35.40    | 2a volta | 3,358,926           | 58.33               | Elegit              |
| 2023 |          | Danuše Nerudová     | 777,080   | 13.93    | Derrota  | Suport a Petr Pavel | Suport a Petr Pavel | Suport a Petr Pavel |
| 2023 |          | Pavel Fischer       | 376,705   | 6.75     | Derrota  | Suport a Petr Pavel | Suport a Petr Pavel | Suport a Petr Pavel |

### Parlament Europeu
| Any  | Líder             | Vots                       | %                          | Escons | +/– | Grup |
| ---- | ----------------- | -------------------------- | -------------------------- | ------ | --- | ---- |
| 2014 | Luděk Niedermayer | Coalició TOP09-STAN        | Coalició TOP09-STAN        | 3 / 21 | Nou | EPP  |
| 2019 | Jiří Pospíšil     | Coalició TOP09-STAN-SZ-LES | Coalició TOP09-STAN-SZ-LES | 2 / 21 | 1   | EPP  |
| 2024 | Alexandr Vondra   | Dins la coalició Junts     | Dins la coalició Junts     | 2 / 21 | =   | EPP  |